# Plymspirea
Plymspirea (Aruncus dioicus) är en art i familjen rosväxter. Den förekommer naturligt från sydvästra och centrala Europa till östra Asien, västra Kanada, västra, centrala och östra USA. Plymspirea är en vanlig trädgårdsväxt i hela Sverige. Den blir upp till 2 meter hög, är långlivad och har hög härdighet. Förökas genom delning.
Ej att förväxla med dvärgväxten koreansk plymspirea (Aruncus aethusifolius).